# Oslo Golfklubb
De Oslo Golfklubb is de oudste golfclub in Noorwegen.
De club werd in 1924 opgericht en is de enige golfclub in Oslo met 18 holes. De golfclub ligt nog steeds op dezelfde locatie, maar heeft wel enkele veranderingen ondergaan. Tijdens de Tweede Wereldoorlog werd er niet gespeeld omdat er groenten en aardappelen verbouwd werden.
In 2008 werd de baan gesloten om hem grondig te renoveren. Omdat de baan binnen de stadsgrenzen ligt, is uitbreiding niet mogelijk. Er kwam een sproei-installatie op de fairways en om de greens, de greens kregen bentgras en de bunkers werden vernieuwd. Op 31 mei 2009 werd de baan heropend. De baan ligt om het Bogstadmeer. De baan is van mei - oktober geopend.

## Toernooien
Europese Challenge Tour
- 1995: Norwegian Open, gewonnen door Raymond Burns
- 1996: Karsten Ping Norwegian Open, gewonnen door Stephen Field
- 1997: Karsten Ping Norwegian Open, gewonnen door Ignacio Feliu

Ladies European Tour
- 2002: P4 Norwegian Masters, Laura Davies won de play-off van Ana Larraneta .
- 2006: SAS Masters, gewonnen door Laura Davies